# Cheryl Chase
Cheryl Chase (* 25. Dezember 1958 in Manville, Somerset County, New Jersey), eigentlich Cheryl Hudock, ist eine US-amerikanische Synchronsprecherin.

## Leben
Chase studierte an der Brigham Young University in Provo, Utah und nahm danach Unterricht am Lee Strasberg Theatre and Film Institute in New York City. Ab Ende der 1980er Jahre arbeitete sie als Synchronsprecherin in Los Angeles und synchronisierte japanische Animes, darunter Hayao Miyazakis Mein Nachbar Totoro und Dragon Ball - Son Gokus erstes Turnier.
Seit 1991 spricht sie in der Zeichentrickserie Rugrats, den darauf basierenden Spielfilmen und dem Spin-off All Grown Up – Fast erwachsen die Stimme der Angelica Pickles.

## Filmografie (Auswahl)
- 1988: Mein Nachbar Totoro (Tonari no Totoro)
- 1991–1994: Ren und Stimpy (The Ren & Stimpy Show)
- 1991–2002: Rugrats
- 1993: Die Addams Family in verrückter Tradition (Addams Family Values)
- 1998: Rugrats – Der Film (The Rugrats Movie)
- 2000: Rugrats in Paris – Der Film (Rugrats in Paris: The Movie - Rugrats II)
- 2003–2007: All Grown Up – Fast erwachsen (All Grown Up)
- seit 2021: Rugrats (Fernsehserie, Stimme)